# Lijst van Eurocommissarissen voor Midden- en Kleinbedrijf
De functie van Europees commissaris voor Midden-en Kleinbedrijf is sinds de commissie Delors I een functie binnen de Europese Commissie. Tussen 1999 en 2014 was de functie vacant. In de Commissie-Von der Leyen (2019-2024) was de functie Midden- en Kleinbedrijf opgenomen in de portefeuille van de Commissaris voor de Interne Markt.

## Commissarissen
|  | Naam                      | Lidstaat    | Nationale partij | Periode   | Commissies                 |
|  | ------------------------- | ----------- | ---------------- | --------- | -------------------------- |
|  | Abel Matutes              | Spanje      | PP               | 1986-1989 | Delors I                   |
|  | António Cardoso e Cunha   | Portugal    | PSD              | 1989-1993 | Delors II                  |
|  | Raniero Vanni d'Archirafi | Italië      | Onafhankelijk    | 1993-1995 | Delors III                 |
|  | Christos Papoutsis        | Griekenland | PASOK            | 1995-1999 | Santer                     |
|  | Geen commissaris          |             |                  | 1999-2014 | Prodi Barroso I Barroso II |
|  | Elżbieta Bieńkowska       | Polen       | Burgerplatform   | 2014-2019 | Juncker                    |

## Trivia
- Europees Investeringsfonds (EIF)